# みんながみんな英雄
「みんながみんな英雄」（みんながみんなえいゆう）とは、日本の歌手、AIの楽曲である。2016年1月5日に配信限定シングルとしてリリースされた。

## 概要
フォークダンスの楽曲「藁の中の七面鳥」をゴスペル隊のコーラスを従えて日本語詞で歌い上げたアレンジを施している。AIの出産後初のレコーディングとなる楽曲。
2016年始からauの“三太郎シリーズ”の「みんながみんな英雄」篇TVCMとしてオンエアされ、1月5日からauの音楽配信サービス「うたパス」および「LISMO Store」にて独占先行配信された。1月18日よりiTunes、レコチョクをはじめ各配信サイトで一斉配信がスタートした。iTunes、レコチョクなど各配信サイトで初登場1位を獲得し、他サイトを含め初登場1位10冠を達成した。当初はCM向けの100秒バージョンしかなかったが、反響の大きさを受けフルバージョンを制作。2月19日より、フルバージョンを「うたパス」「LISMO Store」にて独占先行配信、 2月26日からは各配信サイトにて一斉配信した。26日には『ミュージックステーション』（テレビ朝日系）でテレビ初披露された。
日本レコード協会より、2016年3月度にプラチナ（100秒バージョン、シングルトラック）、2016年4月度にゴールド（フルバージョン、シングルトラック）認定をそれぞれ受けた。
同年5月4日には、前年11月25日発売のベスト・アルバム『THE BEST』の新装版『THE BEST DELUXE EDITION』にてCD初収録された。

## 収録曲

### CD
1. みんながみんな英雄
  - 作詞：篠原誠 作曲：アメリカ民謡[7]

## カバー
2017年4月1日、auのエイプリルフール企画としてAICHOLTZ（マリナ・アイコルツ）が「みんながみんな英語」としてカバー。2017年4月1日〜7日の期間限定で特設サイトにて公開。